# 春海 (小惑星)
春海 (しゅんかい、9254 Shunkai) は小惑星帯にある小惑星。パロマー天文台のトム・ゲーレルスとライデン天文台のファン・ハウテン夫妻が発見した。
江戸時代の棋士、天文暦学者で、初代幕府天文方になった、渋川春海に因んで名付けられた。